# Lyophyllopsis keralensis
Lyophyllopsis keralensis är en svampart som beskrevs av Sathe & J.T. Daniel 1981. Lyophyllopsis keralensis ingår i släktet Lyophyllopsis och familjen Lyophyllaceae.   Inga underarter finns listade i Catalogue of Life.